# Stangepelma argentinum
Stangepelma argentinum är en stekelart som beskrevs av Porter 1976. Stangepelma argentinum ingår i släktet Stangepelma och familjen brokparasitsteklar. Inga underarter finns listade i Catalogue of Life.